# Црква Великомученика Пантелејмона (Сихануквил)
Црква великомученика Пантелејмона  један је од два храма Тајландске епархије Руске православне цркве у Камбоџи (друга је црква великомученика Георгија Победоносца у главном граду земље - Пном Пену). Као прва православна парохијска црква у Камбоџи црква Великомученика Пантелејмона изграђена је захваљујући труду архимандрита Олега поглавара Тајландске епархије и Руској православној цркви Московске патријаршије, којој црква припада.
Изградња храма почела је у септембру 2014. године. За извођача радова изабрана је грађевинска фирма „Сам Сарат”. Укупна процена изградње била је 301.663 долара, са роком изградње од 60 недеља. Нови храм у Сихануквилу био је први од три планирана за изградњу у Камбоџи.
Парохија у част великомученика и исцелитеља Пантелејмона у Сиануквилу је малобројна. Огромна већина парохијана су увек били људи који говоре руски. Док већину туриста који посећују цркву чине они који су већ упознати са православљем или хришћанством,  у цркву долазе и Европљани и Кинези. Цркву посећује и православна кмерска породица – родитељи и њихова деца.

## Назив
Црква носи назив у част великомученика Светог Пантелејмона (грч. Παντελεήμων = пун самилости, свеосећајан) родом из Никомидије (данашњи град Измит у Турској), од оца богатог незнабошца Евсторгија и мајке хришћанке Евуле. Његово име добијено по рођењу било је "Пантелеон", преводи се као "лав у свему". Касније му је име промењено у "Пантелејмон", а што има другачије, супротно значење.
Као младић, изучио је прво граматичку школу, у којој су се училе световне науке. Онда је изучио лекарске науке, код тада познатог лекара Ефросина. Постао је његов помоћник и свуда га пратио. Старац прогоњени Хришћанин Ермолај га је превео у хришћанство. Постао је Пантелејмон велики Хришћанин, који се трудио да помогне људима, пре свега лекарским умећем.
Свети Пантелејмон је пострадао 304. године. Мошти су му чудотворне и налазе се у више православних цркви. У светогорском руском манастиру Светог Пантелејмона чува се његова глава.  Призива се у молитвама при водоосвећењу и јелеосвећењу.

## Положај и размештај
Црква Великомученика Пантелејмона се налази у граду Сиануквилу у истоименој провинцији, у Камбоџи.
Ова прва православна парохијска црква на тлу Камбоџе.  висока  21 метар укупне је површине 144 квадратна метра.

## Историја

### Хришћанство у Камбоџи
Први хришћани су се појавили у Камбоџи у 17. веку захваљујући проповедању католичких мисионара.  До данас је удео хришћана у укупном становништву земље остао мали: према различитим изворима, ова цифра се креће од 0,4% до 2%, у распону од 50.000 до 300.000 верника. Ово је због традиционалног утицаја будизма.
Протестантизам је највећа грана хришћанства у Камбоџи. Године 2000. у Камбоџи је било 540 хришћанских цркава и богомоља које су припадале 22 различите хришћанске деноминације.

### Православље у Камбоџи
У 2012. години број православних хришћана у Камбоџи се процењује на 200 људи, што је око 0,00135% становништва земље.
Први православни верски ритуали на тлу Камбоџе зачети су у капели у част Светог Георгија у амбасади Бугарске, изграђене 1993. године у јурисдикцији Бугарске православне цркве. Од тог времена у Камбоџи је почело да постоји Свето Православље. Након што је 2003. године, у оквиру архипастирске посете земљама југоисточне Азије, царство  посетио Митрополит Смоленски и Калињинградски (сада Његова Светост Патријарх московски и целе Русије) Кирил, православна црква у земљама југоисточне Азије почела је полако да се развија.
Идеја за оснивање православне цркве у Камбоџи  јавила се 2011. године када је Канцеларија Московске Патријаршије за институције у иностранству почела је да прима захтеве православних становника који говоре руски у граду Сихануквила  за организовање тамошње православне парохије и евентуалну изградњу цркве. На основу ових захтева прва пастирска посета Представника Руске православне цркве  Тајланду, Камбоџи и Лаосу обавио је Олег (Черепанин) од 6. до 10. септембра 2011. године. Током посете, након састанка са иницијативном групом овог града, констатовано је да је за покрење питање оснивања парохије и изградњу храма у кмерском летовалишту преурањено. С друге стране, констатовано је да постоји јасно видљива потреба да свештеник из Тајланда редовно посећује Сихануквил ради вођења катихизиса.
Следећи корак је била служба коју су 2012. године на дан Светог Васкрсења Христовог извршили лаици у посебно организованој просторији. Окупило се око 50 људи. Верници су још једном изразили жељу да ипак формирају парохију и подигну храм.
Две мале (око 25-30 људи) заједнице још немају своје храмове. Парохија Пном Пен у част Светог Георгија Победоносца моли се у православној цркви при бугарској амбасади. У основи, то су људи који говоре руски који су дошли у краљевину да би пословали.
У Камбоџи постоји тренд повећања заједнице руског говорног подручја како земља излази из економске кризе и лечи последице грађанског рата, а пристижу и пословних људи, али и њуди према запажањима свештеника,  који „траже себе“. Они, по правилу, изнајмљују стан у Русији и од добијеног новца живе у Камбоџи. Генерално, материјално стање парохијана је адекватно општем стању ствари у царству, односно прилично скромно.
У периоду од 6. до 10. септембра 2012. архимандрит Олег (Черепанин), представник Руске православне цркве на Тајланду,  који служи и у Камбоџи, био је у својој првој пастирској посети Сихануквилу , током које је 9. септембра 2011. године архимандрит  Олег (Черепанин), обавио разговор, са „иницијативном групом“ становника Сихануквила који говоре руски језик. Према речима архимандрита Олега:
Они су деловали на основу своје искрене жеље. Али понекад постоји љубомора ван разума. Слажем се, смешно је када у иницијативној групи постоји особа која јавно изјави да не верује у Исуса Христа.
Као резултат састанка, радна комисија црквеног представништва и учесници „иницијативне групе“ и овог пута су се сагласили су се да је стварање парохије или изградња храма у Сихануквилу преурањено. Али постоји потреба да свештеник из Тајланда или других земаља редовно долази у Сихануквил да води верске разговоре. Тада је Одлучено је да се на сајту Православне Цркве на Тајланду отвори информативни одељак који би покривао развој православног живота у Камбоџи и Лаосу. Предлози су упућени Управи за иностране установе Руске православне цркве ради доношења потребних одлука.
На дан Васкрса, 17. априла 2012. године,  мисионар Иља Молев и председник Црквене општине Пном Пен С. А. Степанов певали су васкршње песме у просторији посебно уређеној за   Васкршњи празник. Иља Молев је са присутнима одржао и катихизисни разговор у коме је објаснио различите аспекте православне вере и одговарао на питања од интереса за вернике. Састанку је присуствовало око 50 људи. Православни верници Сиханувила још једном су потврдили жељу да имају храм у Сиануквилу.

### Оснивање парохије у Сиануквилу
Дана 14. септембра 2012. године, православни верници Сиануквила, које је посетио архимандрит Олег (Черепанин), у пуној снази су одлучили да оснују православну парохију у име Великомученика и Исцелитеља Пантелејмона. За председника парохијског савета нове парохије изабран је М. И. Рјумшин.
Дана 15. септембра у Сихануквилу је служена прва Литургија, током које су се многи од молитеља причестили. После Свете Литургије обављена је Тајна крштења над двојицом  сународника који су желели да приме православну веру.
Одлуком Светог синода Руске православне цркве, од 4. октобра 2012. године, парохија је примљена у јурисдикцију Руске православне цркве, а њено формирање је поверено архимандриту Олегу (Черепанину) .
Представништво Руске православне цркве на Тајланду, којем Камбоџа административно припада, примило је 23. јула 2013. године декрет министра култова и вера Камбоџе о одлуци Владе о државној регистрацији у земљи као верске организације Руска православна црква под називом Православна хришћанска црква Камбоџе (Московска патријаршија).
Током 2013. и 2014. години  празничне литургије и друга богослужења у парохији вршио свештеник упућен из цркве Свете Тројице на острву Пукет, а у августу 2014. године у Камбоџи је први пут постављен свештеник – јеромонах Пајсије (Ипате), захваљујући коме су се на простору парохије много чешће почела одржавати православна богослужења.

### Изградња цркве
Патријарх московски и целе Русије Кирил дао је 29. новембра 2013. године благослов да се у граду Сиануквилу подигне храм Великомученика Пантелејмона Исцелитеља. Тим поводом 11. фебруара 2014. године, начелник Управе Московске Патријаршије за институције у иностранству, архиепископ јегорјевски Марко (Головков) положио је камен темељац за цркву  4. јула исте године, када је завршена  регистрација парохије Сихануквил под називом „Православна хришћанска црква у Камбоџи (МП)“
Изградња цркве  почела је у септембру 2014. године. Дана  7. јуна 2015. године освећени су куполни крстови, 28. јула постављени на куполе, да би  25. октобра 2015. године уследило велико освећење храма, које је предводио архиепископ Рјазански Марко (Головков) .
За овај историјски догађај организовано је и издавање првих молитвослов на кмерском – њихов превод је извршен током године, а 20. октобра 2015. године објављено је и његово штампање у штампарији црквеног представништва на Тајланду. Молитвослов је приликом освећења цркве први пут представљен и дељен као поклон кмерским парохијанима.
Архиепископ Марко (Головков) је 2015. године дао благослов за опремање храма звоника и постављање звона. Тада је одлучено да се звона уграде у једну од малих купола храма, за које је изграђено спољно спирално степениште на кров. Звона су изливена у московској ливници звона „Литекс“ а постављена 15. априла 2017. године.
У септембру 2019. настојатељ храма јереј Роман Постников, о раду и посетама верника храму констатује:
Долазак у храма у част великомученика и исцелитеља Пантелејмона у Сихануквил <…> није бројан. Огромна већина парохијана су увек били људи који говоре руски. А већина туриста су управо они који су већ упознати са православљем или хришћанством. Мада нам, наравно, долазе и Европљани и Кинези. Цркву посећује и православна кмерска породица — родитељи и двоје деце”  
Међу парохијанима има и првих Камбоџана, па тако нпр. Камбоџанац Давид студира у Петроградској богословији, а било је и кандидат за крштење који су изразили жељу да се подвргну катехези:
Развој православља у Камбоџи архимандрит Олег (Черепанин) је овако описао;
Значи, неко семе је посејано на локалном тлу, у срцима домородаца Камбоџана. Надајмо се да ће донети добре плодове. Ако Господ благослови, нека буде тако. Тако смо почели  и на Тајланду, имали смо исте проблеме и нема ништа ново под сунцем. Само треба радити, молити се и онда ће их Господ решити.

## Опште информације
Све парохије Епархије тајландске, па и ова у Сихануквилу, одржавају свакодневна вечерња богослужења. Литургија,  са благословом, служи се најмање три пута недељно – у суботу, недељу и један дан по избору свештенства. Сваке недеље служи се молебан са акатистом великомученику Пантелејмону и парастос.
Употреба језика током богослужења зависи од верника.  Ако су дошли и парохијани који говоре руски, Кмери, и људи који говоре енглески, онда се део верске служба служи  на црквенословенском, кмерском и енглеском. Остали делови верске службе се најчешће говоре само на једном језику, како услуга не би била предуга.
Верницима се у цркви дели Апостол, Јеванђеље, „Симбол вере“ и „Оче наш“  умножен на сва три језика (црквенословенски, кмерски и енглески).